# Quilleco
Quilleco est une commune du Chili faisant partie de la province de Biobío, elle-même rattachée à la Région du Biobío. En 2012, la population de la commune s'élevait à 9 896 habitants. La superficie de la commune est de 1 122 km2 (densité de 9 hab./km2),.

## Situation
Le territoire de la commune se trouve partagé entre la vallée centrale du Chili et les contreforts de la Cordillère des Andes. Il est délimité au nord par le cours du Rio de La Laja. La commune se trouve à 464 kilomètres à vol d'oiseau au sud-sud-ouest de la capitale Santiago et à 33 kilomètres à l'est de Los Ángeles capitale de la Province de Biobío.

## Historique
Une agglomération est fondée en 1853 et acquiert le statut de ville en 1875. Quilleco constitue une commune à partir de 1891.

## Économie
La principale activité économique est l'exploitation de la forêt constituée notamment d'arbres appartenant aux espèces pin de Monterey et eucalyptus qui couvrent la moitié du territoire. Le second secteur économique est l'agriculture. Deux centrales hydroélectriques sont installées sur le cours du Rio de La Laja et de ses affluents : Rucúe (puissance de 160 MW et production annuelle moyenne de 1190 gWh) et Quilleco (puissance de 70 MW et production annuelle moyenne de 450 gWh)

Position de Quilleco (en rouge) au sein de la Région du Biobío.